# Свузі Керц
Свузі Керц (англ. Swoosie Kurtz, нар. 6 вересня 1944) — американська актриса театру, кіно та телебачення. Вона почала свою кар'єру в театрі на початку 1970-х років. З часом вона стала популярною і затребуваною і почала отримувати ролі в кіно і на телебаченні. У її активі десять номінацій на престижну премію «Еммі» і одна перемога. За свою кар'єру, що охоплює чотири десятиліття, вона, як і раніше, затребувана в театрі. Вона отримала п'ять номінацій на премію «Тоні», дві з яких виграла. Вона також виграла дві премії «Драма Деск», три нагороди «ОБІ» і була номінована на «Золотий глобус» у 1989 році.

## Основні спектаклі на Бродвеї
- 1975 — Ах, пустеля! ( Ah, Wilderness!)
- 1981 — П'яте липня (Fifth of July) / премія «Тоні»
- 1986 — Будинок блакитного листя (The House of Blue Leaves) / премія «Тоні»
- 1988 — Тартюф
- 2004 — Заморожена (Frozen)
- 2007 — Будинок, де розбиваються серця

## Основна фільмографія

### Телесеріали
- 1990 — Керол і компанія (Carol & Company) / премія «Еммі»
- 1991—1996 — Сестри[en]
- 2004—2006 — Гафф[en]
- 2007—2009 — Живий за викликом
- 2010—2016 — Майк і Моллі

### Кінофільми
- 1986 — Дикі кішки
- 1988 — Небезпечні зв'язки
- 1990 — Стенлі та Айріс (Stanley & Iris)
- 1996 — Громадянка Рут (Citizen Ruth)
- 1997 — Брехун, брехун
- 2001 — Хлопець з міхура (Bubble Boy)